# 萨达 (也门)
萨达（阿拉伯语：‎，羅馬化：Ṣaʿdah），也门西北部城市和古都，同名省的省会及最大城市，同名县的县治。该市坐落于海拔大约1,800米的塞拉特（萨拉瓦特）山区中，2004年估算人口为51,870人，当时为也门第十大城市。
早在也门历史上最早的国家马因王国统治时期，今天萨达所在的区域就被纳入了也门的国家版图之中。
萨达是也门最早的中世纪城市之一，伊斯兰教什叶派支派宰德派在也门的发祥地和也门宰德派伊玛目政权的根据地。自9世纪开始至20世纪，也门史上统治时间最长的王朝拉西王朝（该王朝直系自16世纪末起为旁系卡塞姆王朝取代）即在萨达发家。
萨达也是胡塞部落的大本营和胡塞运动的起源地，2004年开始的也门胡塞叛乱在萨达率先爆发。自2011年萨达战役结束后，萨达一直在胡塞武装组织的控制之下，是持续至今的也门危机爆发以来第一座脱离也门中央政府的城市。

## 历史

### 近代及以前
约公元前14世纪时，马因人在如今也门的焦夫地区（今天萨达省的东邻省份）建立了也门史上第一个国家马因王国，建都于马因城，后改名为盖尔诺。马因王国最盛时南起哈德拉毛，北到汉志（希贾兹），今天萨达所在的区域也在马因王国的版图之内。
前7世纪马因王国衰亡后，萨达先后归属于示巴王国、希木叶尔王国、埃塞俄比亚阿克苏姆帝国、波斯帝国萨珊王朝和阿拉伯帝国。在阿拉伯帝国第二个王朝阿拔斯王朝建立不到4年时，由于也门人对帝国总督的暴政不满，也门北方的萨达地区和南方的哈德拉毛地区爆发了反抗阿拔斯王朝统治的起义，但最后都被当局镇压。

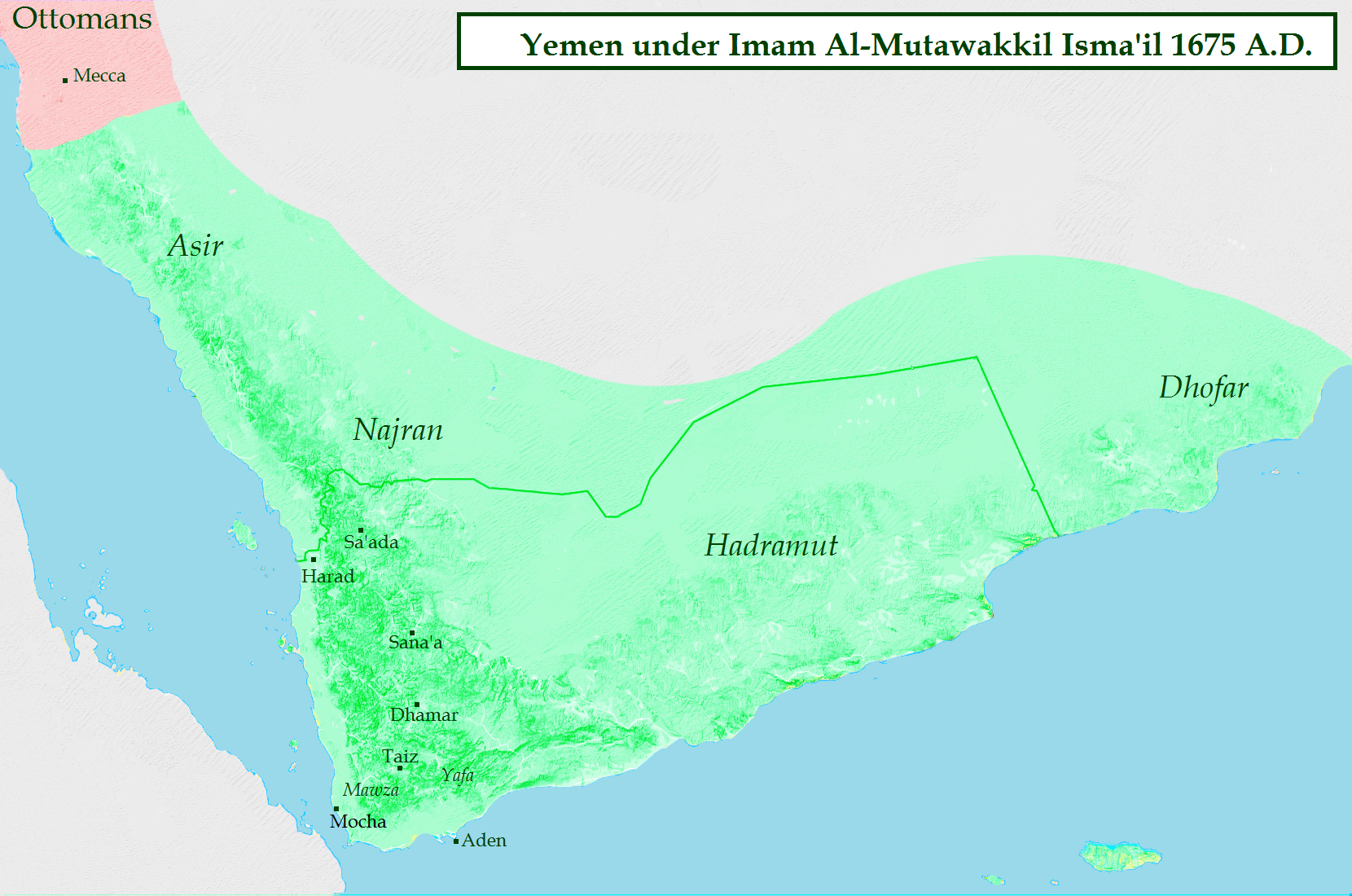
也门宰德派伊玛目政权极盛时期版图

阿拔斯王朝后期军阀割据，中央集权名存实亡，包括也门在内的帝国各领地建立起一批独立或半独立于巴格达哈里发的政权。9世纪初，家住伊斯兰教圣城麦地那拉斯山的圣裔（自称为哈希姆家族的什叶派第二伊玛目哈桑·本·阿里的后代）、神学家卡塞姆·拉西制定了什叶派支派宰德派的教义。9世纪末，卡塞姆·拉西的孙子叶海亚·本·侯赛因决定到也门传教，发展宰德派的事业。893年，叶海亚来到也门北部宣传宰德派教义，但起初他并没得到当地人的支持，便返回了家乡麦地那。896年，一些来自也门北部萨达和豪兰地区的部落首领邀请叶海亚回到也门，以调停当地的部落冲突。897年，叶海亚带着他的叔叔穆罕默德·本·卡塞姆（卡塞姆·拉西之子）和其他一些追随者回到萨达，成功地调停了当地的部落冲突，获得了他们的支持和效忠，被拥戴为他们的领袖，尊号“伊玛目哈迪”（“伊玛目”和“哈迪”在阿拉伯语中均意为领袖）。伊玛目哈迪·叶海亚下令建造了萨达城，在此建立了政教合一的伊玛目政权，从此萨达成为宰德派在也门的发祥地和永久立足之地，萨达也是现存的第一座具有独特的阿拉伯-伊斯兰建筑风格的城市，而宰德派至今仍然是也门最具有影响力的伊斯兰教派之一。由于伊玛目哈迪·叶海亚的老家在麦地那的拉斯山，他的祖父卡塞姆·拉西以“拉西”（阿拉伯语意为住在拉斯山的人）为绰号，所以他所开创的王朝被称为“拉西王朝”，是也门历史上统治时间最长的王朝（893年—1962年），超过千年，而萨达正是拉西王朝的发家之地。
自中世纪建城以来，萨达一直是也门北方向今天的沙特阿拉伯所辖地区出口商品的贸易枢纽，香料之路上的商队从萨达城周边的村庄穿梭而过。萨达的中世纪古城由传统方式建造，而在古城周边建有繁华的新镇，新镇里有典型的街道、类似车库形状的手工作坊和典型的阿拉伯风格商店。
伊玛目哈迪·叶海亚归真之后，其诸子相继任伊玛目，但宰德派教义规定只要是圣裔（即哈希姆家族的伊斯兰教创始人穆罕默德的后代）均可被选为伊玛目，不一定要父子兄弟世袭。尽管如此，也门的伊玛目绝大多数都属于拉西王朝后裔（自1597年开始为旁系卡塞姆王朝）。也门伊玛目王朝的统治范围时大时小，并且先后经过法蒂玛王朝、阿尤布王朝、馬木留克蘇丹國和奥斯曼帝国等外来入侵者的征服，也经历过拉苏勒王朝、塔希尔王朝等也门本土王朝的统治，拉西王朝的承继并不连续，伊玛目们时而俯首称臣，时而奋起反抗。尽管萨达作为伊玛目政权都城的地位时常被其他城市（如萨那、沙哈拉、苏拉、塔伊兹等）取代，但萨达所在的也门西北部山区始终是伊玛目王朝的最后堡垒。

### 也门独立及统一

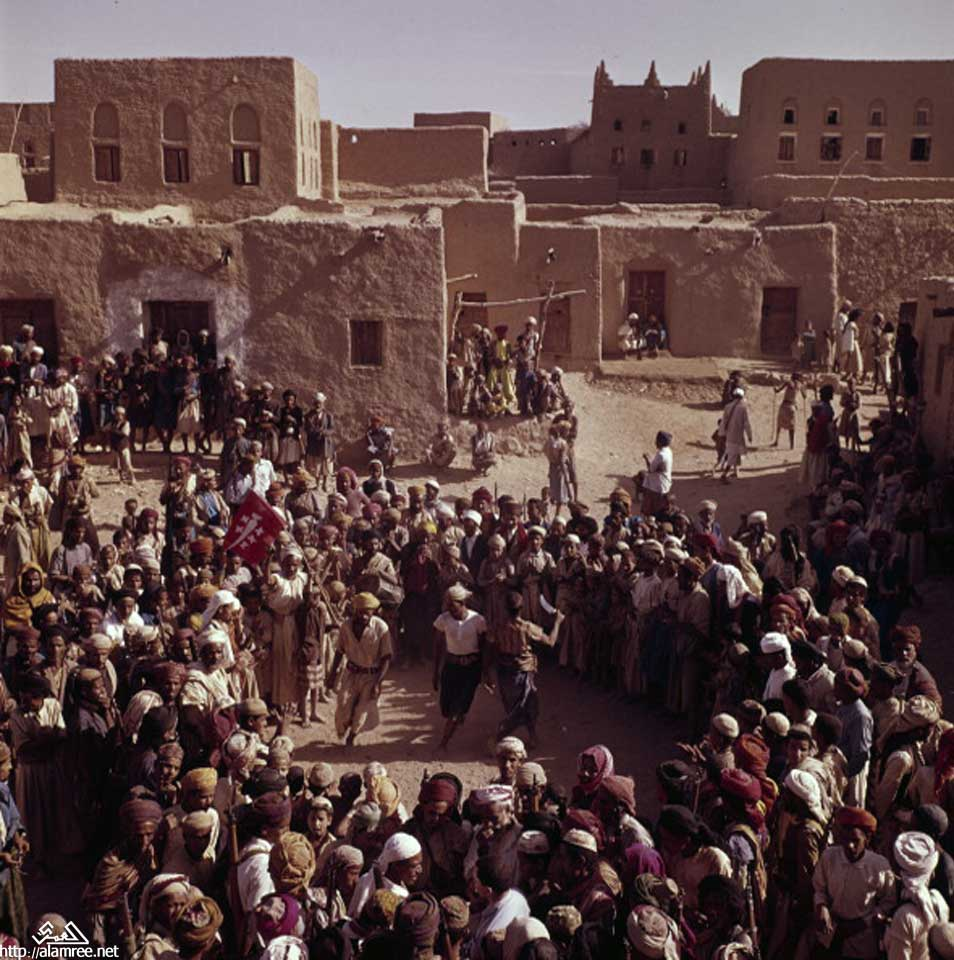
也门1962年9月革命后早期的萨达仍在君主派控制下，图为萨达居民手举穆塔瓦基利亚王国旗帜举行集会支持王室和君主派。

奥斯曼帝国在第一次世界大战中战败并解体，包括萨达在内的原奥斯曼帝国统治下的北也门地区于1918年获得完全独立。宰德派卡塞姆王朝伊玛目叶海亚·穆罕默德·哈米德丁（尊号“伊玛目穆塔瓦基勒”）宣布成立也门穆塔瓦基利亚王国，把他的尊号列入国名之中。1962年9月，以阿卜杜拉·塞拉勒为首的“自由军官”组织在首都萨那发动军事政变，推翻卡塞姆王朝，成立阿拉伯也门共和国。而卡塞姆王室和君主派势力先从萨那逃到以萨达为中心的北部山区，又逃到邻国沙特阿拉伯，与支持王室的北方部落共同对抗共和派，从而掀起了长达八年之久的北也门内战。也门君主派获得同为君主制的沙特阿拉伯的支援，而共和派则获得纳赛尔总统领导的阿拉伯联合共和国（当时叙利亚已退出联合共和国，只剩埃及但保留联合共和国国号）的支持，埃及出兵到北也门协助共和国抵抗君主派。

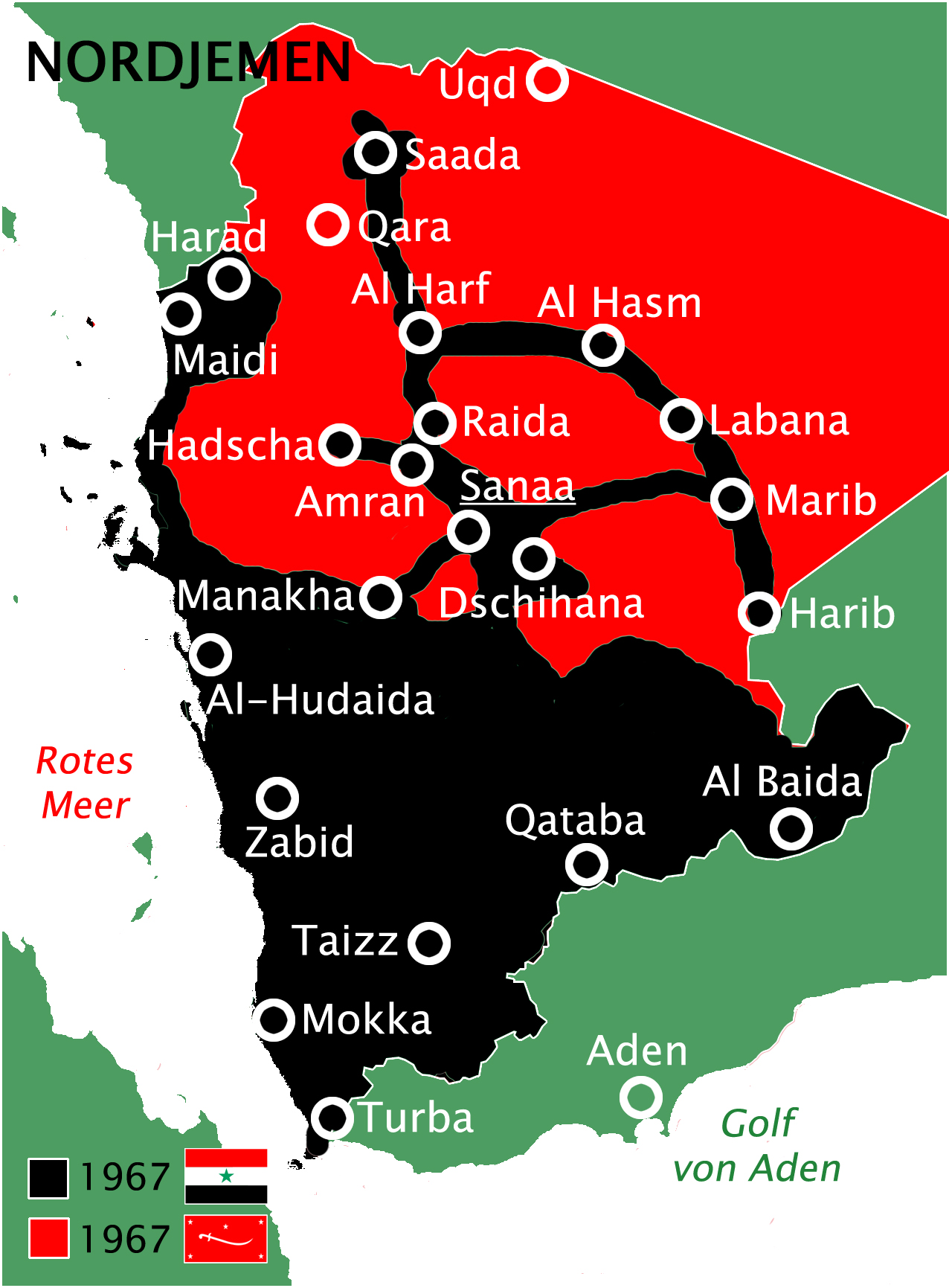
1967年北也门内战形势图，黑色代表共和派控制区，红色代表君主派控制区，萨达在共和派控制区最北部。

内战中，作为前王室根据地和宰德派大本营的萨达地区是共和派和君主派之间争夺的重镇。1963年2月18日，埃及副总统兼国防部长阿迈尔陆军元帅指挥北也门共和派军队攻克萨达城，此后萨达一直在共和派控制之下。尽管内战中共和派和君主派攻守之势数次转换，但即使处于劣势时的共和派还是击退了君主派对萨达的进攻，成功防守住萨达。1970年7月，北也门内战结束，共和派获得最终胜利，阿拉伯也门共和国获得了包括沙特阿拉伯在内的国际社会的承认。1990年5月22日，北方的阿拉伯也门共和国和南方的也门民主人民共和国宣布统一，成立也门共和国，萨达从此一直属于也门共和国治下。
南北也门统一后，尽管也门共和国政府实现了形式上的全国统一，但以萨达及其周边地区为核心的西北部山区作为前王室和宰德派的大本营，在经济上基本被忽视，仍然没有得到发展，共和国政府在当地没有威信。同时，包括萨达在内的也门北方人口以宰德派信众为主，与以逊尼派为主的南方长期不和。统一也门的萨利赫总统虽然是北方（原阿拉伯也门共和国）宰德派出身，但在1994年的内战中借助了邻国沙特阿拉伯的力量以击败南方分裂势力，而宰德派在战后抱怨萨利赫政府允许主导沙特阿拉伯的瓦哈比派在也门拥有太强的话语权。

### 胡塞崛起
2004年，一场反对萨利赫政府的叛乱率先在萨达地区掀起，叛乱由胡塞运动领导。胡塞运动原名“青年信仰者”，于1992年在萨达省由出身萨达宰德派胡塞部落的宗教和军事领袖侯赛因·巴德尔丁·胡塞创立。侯赛因·胡塞曾任也门众议院议员，是萨利赫政府的反对者，他于2004年开始准备武装反抗政府。但当年9月1日，他在萨达省和也门政府军的战斗中阵亡。其后，侯赛因·胡塞的追随者将“青年信仰者”组织改名为“胡塞运动”（正式名称改为“安萨尔真主运动”，意为真主的虔信者）以永远纪念他。此后，胡塞运动与萨利赫政府的冲突时断时续，直至2010年双方签署了停火协议。
2011年初，正值席卷阿拉伯世界的剧变方兴未艾之际，也门国内掀起了反对已执政32年的萨利赫总统试图修宪再次连任的示威（因当年的“尊严主麻日”活动也被称为“尊严革命”），胡塞运动也乘机卷土重来，叛乱再起。当年2月27日，萨达地区出身的胡塞运动领导人、已故领袖侯赛因·胡塞的弟弟阿卜杜勒-马利克·胡塞宣布支持反政府示威者，随后大批胡塞武装分子加入了也门北部的反政府斗争之中。当年2月和3月，数千名抗议者每周在萨达市从旧城大门到政府安全部队军营的区域举行游行。3月18日（星期五主麻日），政府军狙击手在首都萨那向参加一场大规模抗议活动的群众开火，造成大量人员伤亡。政府军的行为引发了全国范围的愤怒和大批政府成员叛逃，这一天被称为“尊严主麻日”。3月19日，作为对前一天“尊严主麻日”的回应，胡塞武装分子进入萨达城，萨达战役开始。胡塞武装分子与城中亲政府的部落领袖谢赫奥斯曼·穆贾利的武装展开激战，并于3月24日控制全城，萨达省省长塔哈·哈杰尔和当地政府成员逃遁到首都萨那，胡塞武装分子在萨达城的入口处设立了军事检查站。3月26日，胡塞武装组织任命中东顶级军火商、萨利赫总统的前盟友法里斯·马纳阿为新任萨达省省长，并宣布成立完全独立于萨那中央政府的萨达省新政府，从而使萨达成为持续至今的也门危机爆发以来第一座脱离中央政府的城市。
萨达战役结束至今，萨达一直在胡塞武装组织的控制之下。2015年3月，已经控制首都萨那并自立中央的胡塞武装组织宣布要推翻已经逃到南方的哈迪政府残余势力以统一全国，从而引发了新的内战。在新内战中，作为胡塞武装组织的老巢，萨达曾受到沙特阿拉伯领导的干预也门内战的阿拉伯联军的空袭。根据联合国教育、科学及文化组织的报告，已经被列入《世界遗产预备名单》的萨达古城遭到空袭，由美国和英国支持的以沙特为首的联军于2015年5月发动空袭，击中了萨达古城内的伊玛目哈迪清真大寺，清真寺遭受重创。这座清真寺是阿拉伯半岛上最古老的什叶派清真寺，同时也是也门第三古老的清真寺。

## 人口、资源与环境

### 地理环境
萨达所在的也门西北部山区为塞拉特（萨拉瓦特）山地区，属于阿西尔山（汉志山脉南部）向南延伸至也门的餘脉，邻近也门东北部高原地区，靠近阿拉伯沙漠地区的核心鲁卜哈利沙漠，总体属于热带沙漠气候，炎热干燥缺水，以畜牧业为主。从地质上来看，萨达所在的也门中部山地北区是结晶岩所形成的一个地垒。
| 萨达                   | 萨达        | 萨达        | 萨达        | 萨达        | 萨达        | 萨达        | 萨达        | 萨达        | 萨达        | 萨达        | 萨达        | 萨达        | 萨达        |
| 月份                   | 1月         | 2月         | 3月         | 4月         | 5月         | 6月         | 7月         | 8月         | 9月         | 10月        | 11月        | 12月        | 全年        |
| ---------------------- | ----------- | ----------- | ----------- | ----------- | ----------- | ----------- | ----------- | ----------- | ----------- | ----------- | ----------- | ----------- | ----------- |
| 平均高温 °C（°F）      | 22.1 (71.8) | 23.8 (74.8) | 25.3 (77.5) | 26.9 (80.4) | 29.1 (84.4) | 31.5 (88.7) | 30.9 (87.6) | 30.5 (86.9) | 29.3 (84.7) | 25.5 (77.9) | 22.7 (72.9) | 22.4 (72.3) | 26.7 (80.0) |
| 日均气温 °C（°F）      | 14.3 (57.7) | 15.7 (60.3) | 18.0 (64.4) | 19.8 (67.6) | 22.1 (71.8) | 23.6 (74.5) | 24.2 (75.6) | 23.9 (75.0) | 21.9 (71.4) | 18.0 (64.4) | 15.2 (59.4) | 14.6 (58.3) | 19.3 (66.7) |
| 平均低温 °C（°F）      | 6.5 (43.7)  | 7.7 (45.9)  | 10.7 (51.3) | 12.7 (54.9) | 15.1 (59.2) | 15.8 (60.4) | 17.5 (63.5) | 17.3 (63.1) | 14.6 (58.3) | 10.6 (51.1) | 7.7 (45.9)  | 6.8 (44.2)  | 11.9 (53.5) |
| 平均降水量 mm（）      | 8 (0.3)     | 13 (0.5)    | 41 (1.6)    | 42 (1.7)    | 18 (0.7)    | 2 (0.1)     | 16 (0.6)    | 26 (1.0)    | 5 (0.2)     | 1 (0.0)     | 5 (0.2)     | 8 (0.3)     | 185 (7.2)   |
| 来源：Climate-Data.org |             |             |             |             |             |             |             |             |             |             |             |             |             |

### 人口统计
萨达是也门伊斯兰教什叶派支派宰德派的发祥地，居民以信仰宰德派的阿拉伯穆斯林为主，但在历史上也曾是也门犹太人的主要聚居地之一。从17世纪到20世纪之间，犹太人在包括萨达在内的也门大量聚集。19世纪初，萨达城内约有1,000名犹太人。直到今天，以色列能够凭借也门境内的犹太人的影响力，巩固其对这个国家的特殊影响，并在同样程度上巩固其对萨达的影响。犹太人作为商人和手工业者，特别是银匠，在经济上影响了萨达的命运，从而促进了该城的可持续建设与发展。
如今，萨达附近的部落决定了这座城市的命运。每星期日，可以在萨达的市场（星期日集市）上买到胡萝卜、地毯、银制品、电子设备等多种商品。萨达是也门主要的大众市场所在城市之一，共有4个集市。
2004年，萨达的估算人口为51,870人（官方统计数据为49,422人），当时为也门第十大城市。2013年，萨达的人口据估算为70,203人。历年人口变化如下所示：
| 年份 | 1994年               | 2004年               | 2013年           |
| ---- | -------------------- | -------------------- | ---------------- |
| 人口 | 27,621人（官方统计） | 49,422人（官方统计） | 70,203人（估算） |

## 交通
萨达西北部有萨达机场，拥有一条约长3000米的跑道，无定期客运航班。萨达机场是也门主要的经营国内航线的机场之一。
萨达有途径阿姆兰省通向首都萨那的公路，在北也门内战期间，君主派武装数次切断这条公路，以阻止共和派控制下的萨达和萨那两地之间的联络。萨达也有跨国公路通往沙特阿拉伯阿西尔省的宰赫兰，亦有跨国大道通往沙特阿拉伯奈季兰省省会奈季兰。

## 萨达古城
萨达是也门最古老的中世纪城市之一，对于也门的历史、建筑、城市和精神价值都具有非常重要的意义。自从9世纪末由伊玛目哈迪·叶海亚建城以来，萨达一直是宰德派的根据地。萨达古城曾经长期繁荣，城中的建筑不间断地沿用中世纪的建筑风格，拥有非常典型的、代表整个区域的土地结构。萨达古城城墙周长约3000米、厚4米，城墙上有52座瞭望塔和16座城门，其中最著名的有“也门门”和“奈季兰门”。城中有一座铁矿渣山，矿山工匠作坊的残余物已有数百年历史，山上还建有一座16世纪至18世纪的堡垒。
在萨达古城外的宰德派穆斯林公墓是也门现存规模最大、最古老的公墓，墓地上竖立着无数精心雕刻的墓碑。在“也门门”外有一个古代的蓄水池，还有一块块巨大的岩石，岩石上有新石器时代雕刻的现在已经灭绝的野生动物形象，还有高地山羊和人物像，是也门最古老的岩雕。萨达古城外还建有四座城塞以守卫城池：由奥斯曼土耳其人重建的图尔穆斯、阿勒萨马、西纳拉三座城塞，以及阿卜拉城塞。城外的山谷中十座小村庄，村里美丽的房屋周围环绕着农田、葡萄园和果树。

### 城内清真寺
古城内有14座建于10世纪至16世纪的清真寺，其中伊玛目哈迪清真大寺埋葬着第一位宰德派伊玛目哈迪及其11位后继者，它是阿拉伯半岛上最古老的什叶派清真寺及也门第三古老的清真寺，它在2015年5月遭到空袭，损坏严重。哈迪清真大寺和尼萨里清真寺均被认为是高等级的教育和宗教场所，并且具有不可否认的建筑价值；萨达城内清真寺的各种圆顶式样的宣礼塔都很罕见地美丽；此外城中还有一座清真寺专供女性礼拜。

### 入选世界遗产预备名单
2002年7月8日，由也门文化部下属的古城保护总组织主席办公室提交，联合国教育、科学及文化组织世界遗产中心将萨达古城列入世界文化遗产预备名单。在预备名单中，该世界遗产被认为满足世界遺產登錄基準中的以下基準而予以登錄：
- （i）表现人类创造力的经典之作。
- （iv）关于呈现人类历史重要阶段的建筑类型，或者建筑及技术的组合，或者景观上的卓越典范。
- （v）代表某一个或数个文化的人类传统聚落或土地使用，提供出色的典范－特别是因为难以抗拒的历史潮流而处于消灭危机的场合。[12]

| 登录名称            | 图片 | 所在地区                                                         | 联合国教科文组织数据 | 提交年份 | 来源   |
| ------------------- | ---- | ---------------------------------------------------------------- | -------------------- | -------- | ------ |
| 萨达古城 （英語：Historic city of Saada） |      | 葉門萨达省萨达县 · 16°58′00″N 43°43′00″E / 16.96667°N 43.71667°E | 文；1718；i、iv、v   | 2002年   | [ 12 ] |

### 图集

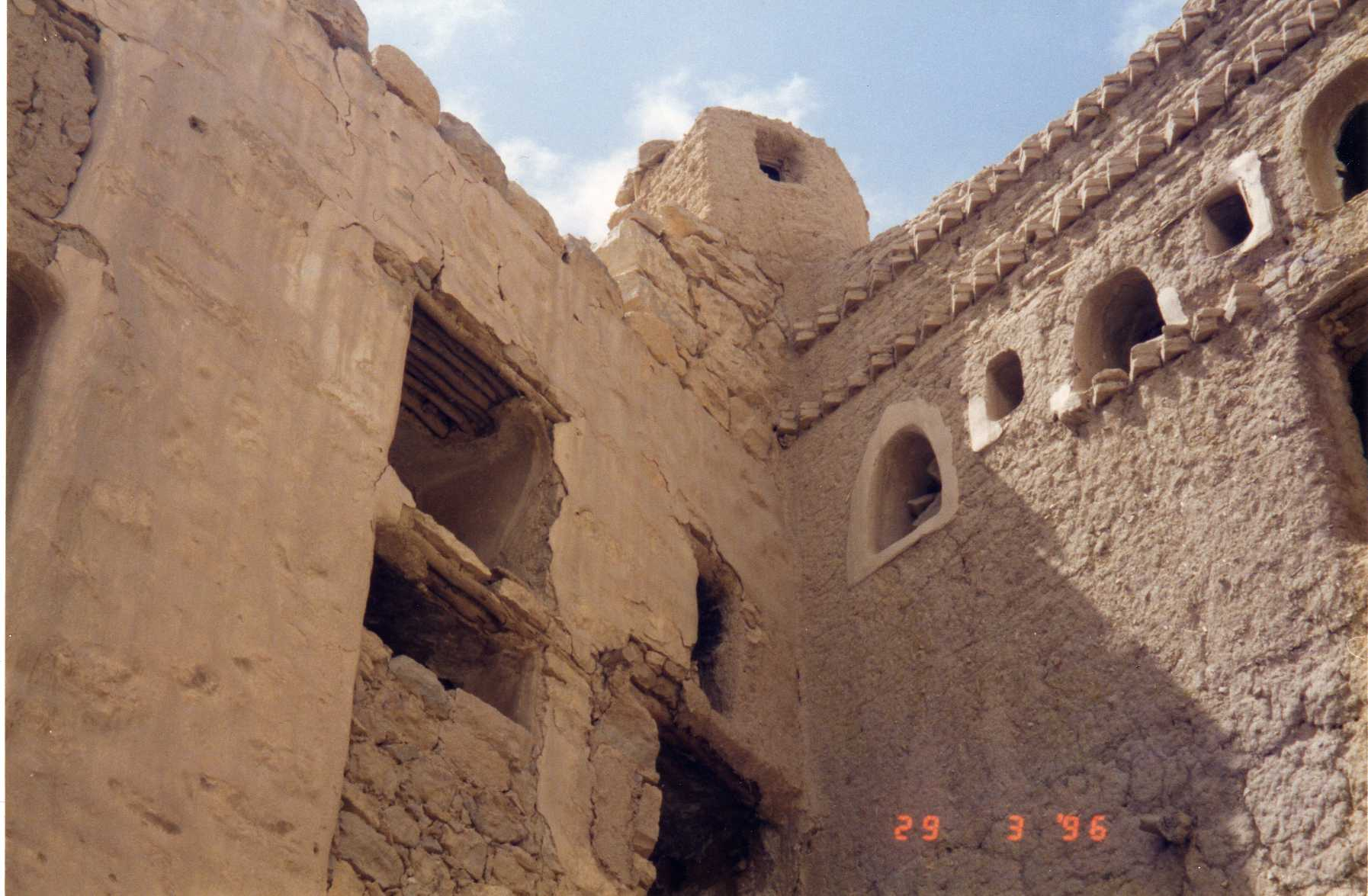
萨达城内的一座阿拉伯风格泥屋（英语：Wattle and daub）内部
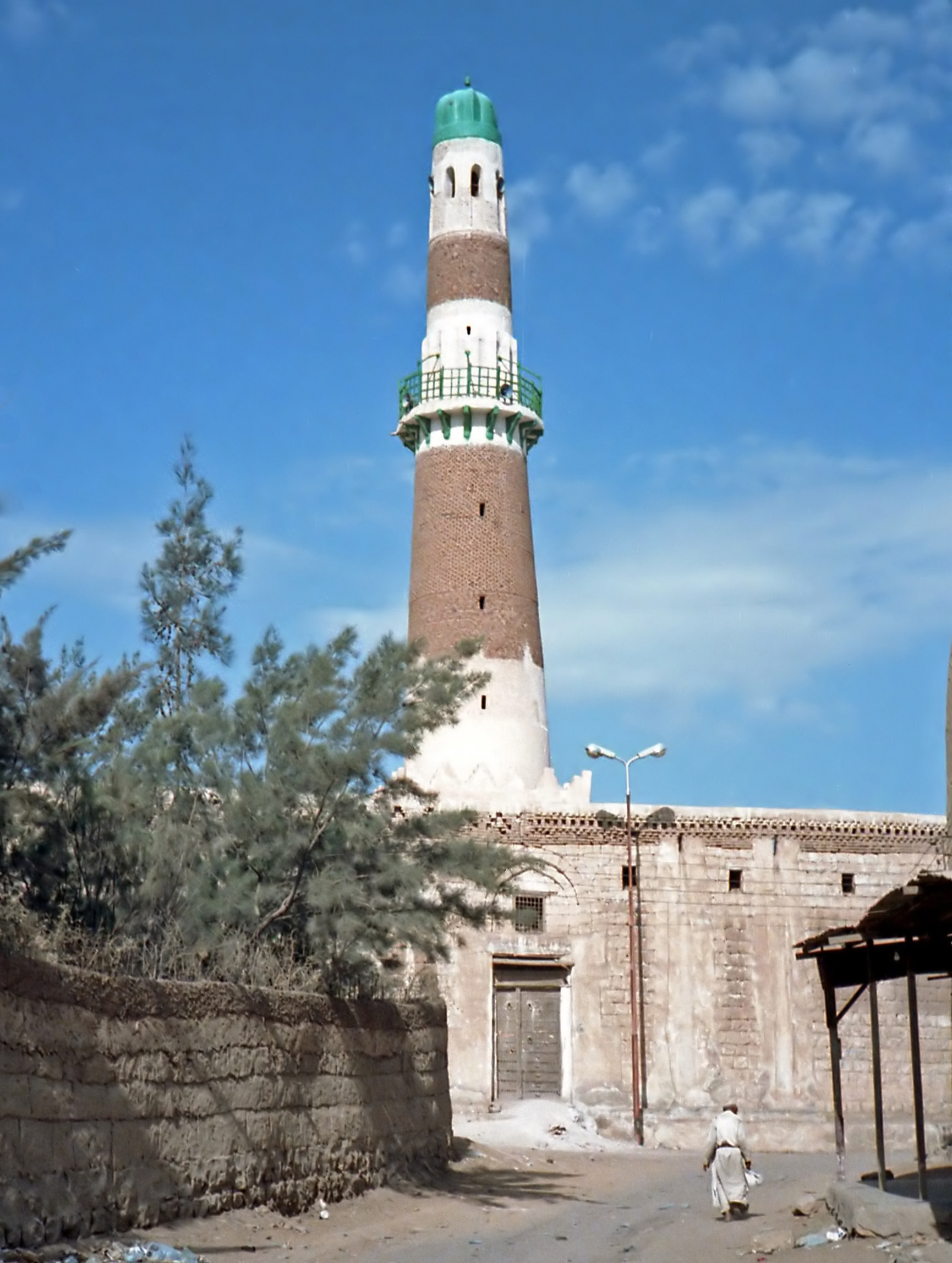
萨达城内的伊玛目哈迪清真大寺
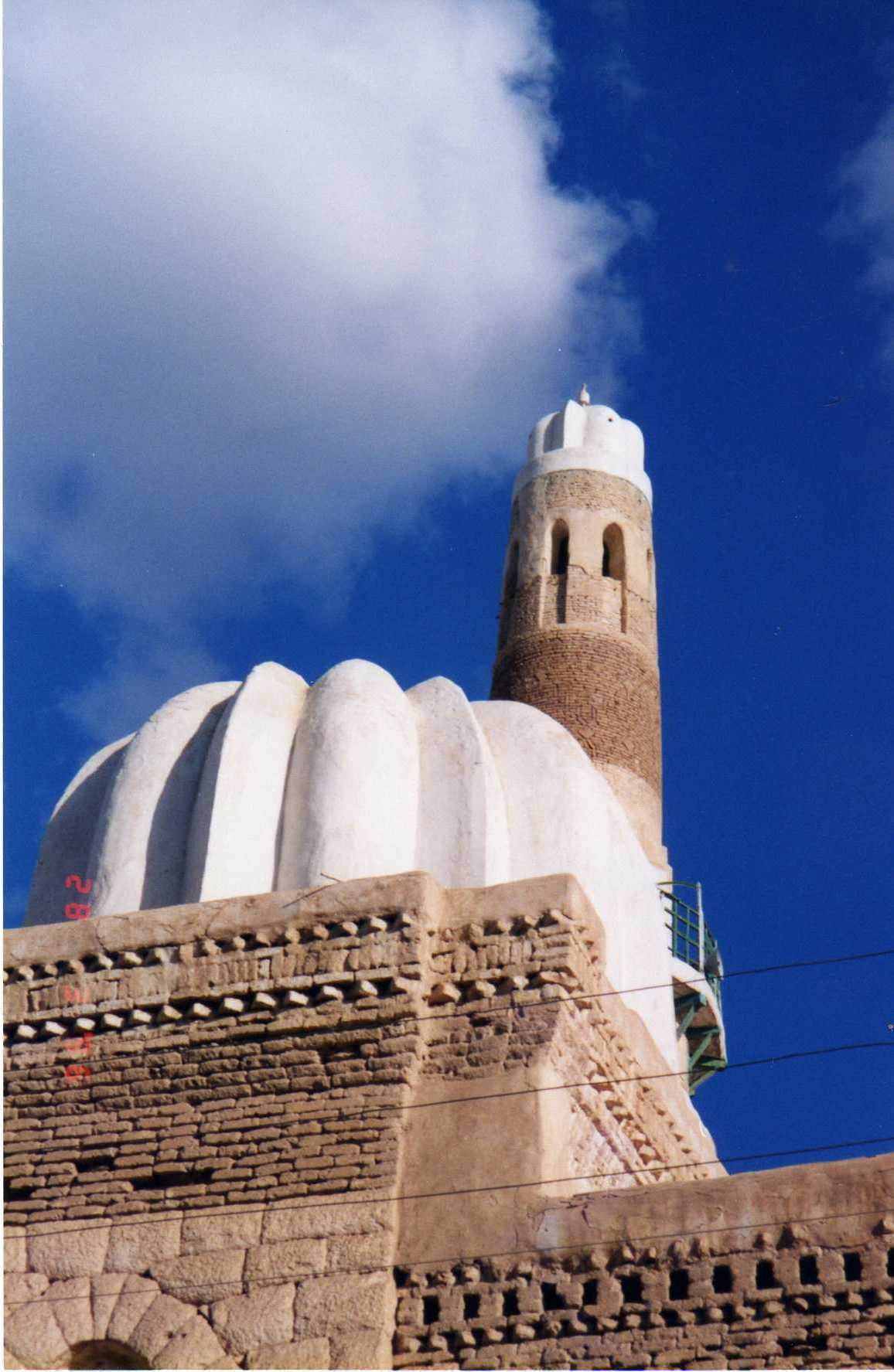
萨达城内一座清真寺及其独特的圆顶式宣礼塔
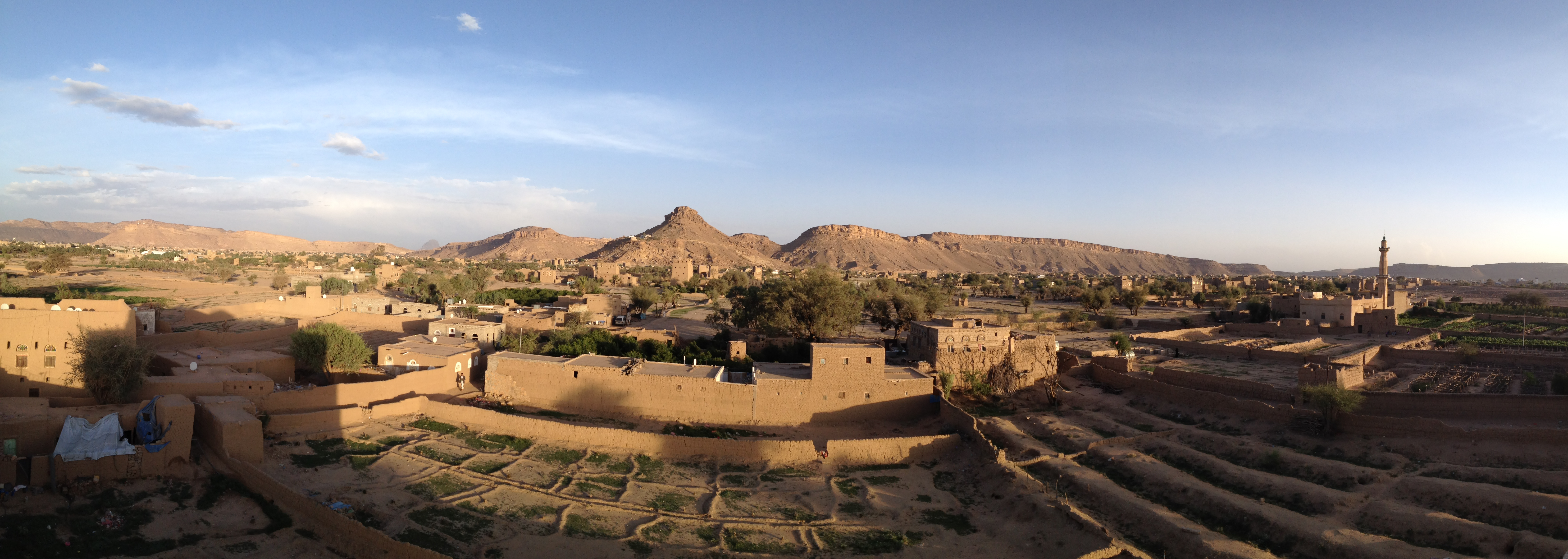
萨达古城一角
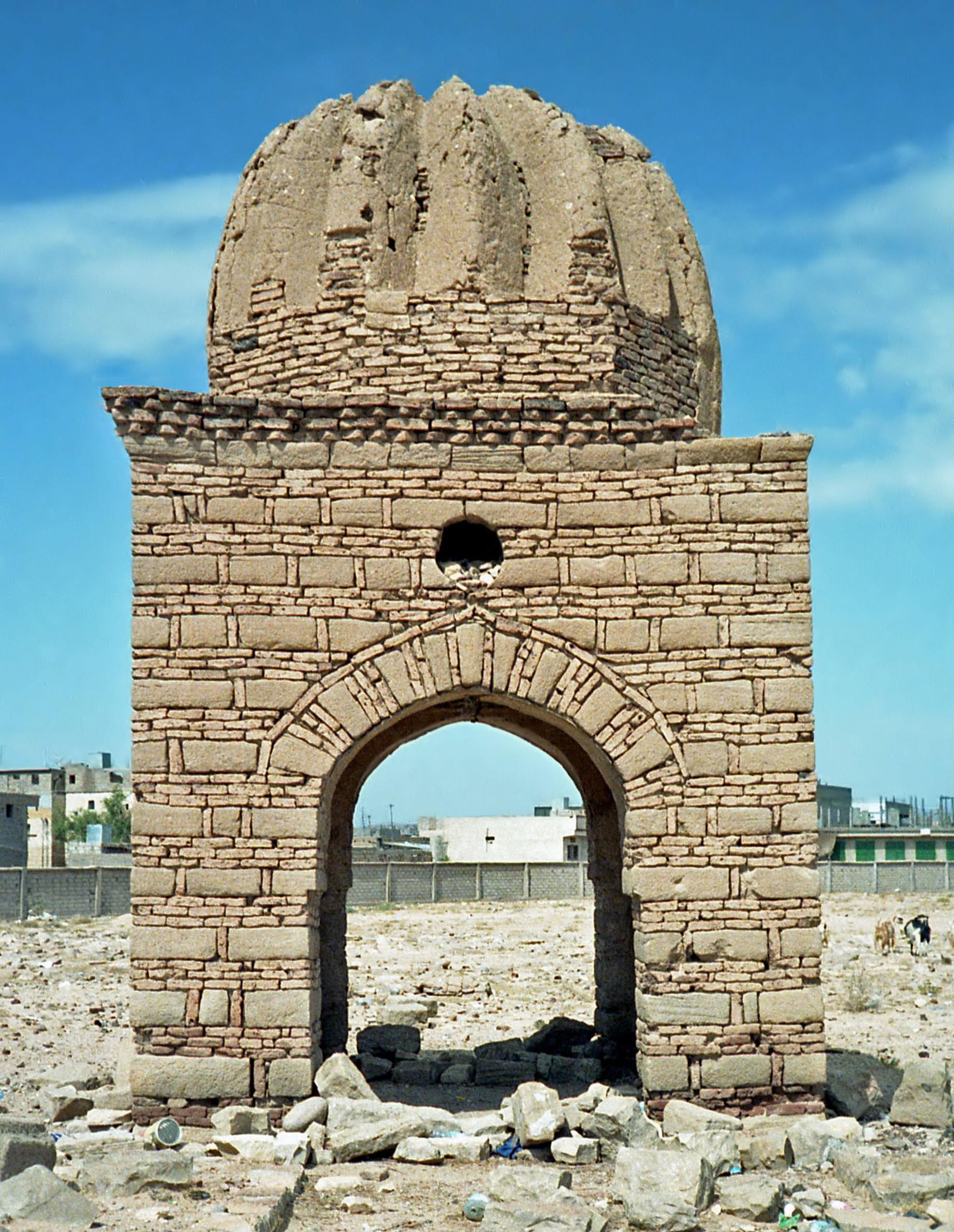
萨达城外的宰德派穆斯林公墓建筑

### 脚注
1. 1 2 3  .   [2020-07-12]. （原始内容存档于2021-02-15） （德语）.
2. ↑  郭宝华（2004年），第14页
3. ↑  郭宝华（2004年），第16、21页
4. ↑  郭宝华（2004年），第22－23页
5. ↑  郭宝华（2004年），第24－25、27页
6. ↑  郭宝华（2004年），第30页
7. ↑  郭宝华（2004年），第57－58页
8. ↑  郭宝华（2004年），第70页
9. ↑  郭宝华（2004年），第73页
10. ↑  郭宝华（2004年），第78页
11. ↑  Landau-Tasseron 2010，第424頁.
12. 1 2 3 4 5 6 7  . UNESCO World Heritage Centre.   [2020-07-13]. （原始内容存档于2021-04-20） （法语）.
13. ↑  郭宝华（2004年），第79页
14. ↑  van Arendonk, Cornelis. . Leiden. 1960: 1 （法语）.
15. ↑  Gerhard Heck, Manfred Wöbcke: Arabische Halbinsel. （页面存档备份，存于）（德文）
16. ↑  Truhart, Peter.  3. München. 2003: 1090–1091 （英语）.
17. ↑  郭宝华（2004年），第80、91－92、96、109－110、131页
18. ↑  Dresch, Paul.  (PDF). Cambridge. 2000: 28–88  [2020-07-13]. （原始内容存档 (PDF)于2013-11-26） （英语）.
19. ↑  Tucker, Spencer C. . ABC-CLIO. 2017: 365–366  [2020-07-13]. ISBN 9781440843617. （原始内容存档于2021-02-15） （英语）.
20. ↑  郭宝华（2004年），第182－184页
21. ↑  郭宝华（2004年），第192页
22. ↑  郭宝华（2004年），第206页
23. ↑  . 中国新闻网.   [2020-07-13]. （原始内容存档于2021-02-15） （中文（中国大陆））.
24. ↑  . Al Jazeera. 2009-07-12  [2009-12-22]. （原始内容存档于2009-12-22） （英语）.
25. ↑  Freeman, Jack. . Studies in Conflict & Terrorism. 2009, 32 (11): 1008–1019. ISSN 1057-610X. doi:10.1080/10576100903262716 （英语）.
26. ↑  . 新华网. 2010-08-03  [2015-01-22]. （原始内容存档于2010-08-05） （中文（中国大陆））.
27. ↑  . BBC News. 2004-09-10  [2014-11-29]. （原始内容存档于2017-05-08） （英语）.
28. ↑  Saeed Al Batati. . BBC. 2014-08-21  [2014-11-29]. （原始内容存档于2014-08-23） （英语）.
29. ↑  
. BBC News. 2011-01-27  [2011-05-14]. （原始内容存档于2011-04-05） （英语）.
30. ↑  . PressTV. （原始内容存档于2011-02-25） （英语）.
31. ↑  . New York Times. 2011-12-16  [2020-07-13]. （原始内容存档于2021-04-20） （英语）.
32. ↑  . Counterfire.   [2020-07-13]. （原始内容存档于2021-04-20） （英语）.
33. ↑  .   [2015-03-22]. （原始内容存档于2014-08-24） （英语）.
34. ↑  . Nationalyemen.com. 2011-03-29  [2015-01-24]. （原始内容存档于2015-01-28） （英语）.
35. ↑  . Financial Times.   [2014-10-17]. （原始内容存档于2011-08-05） （英语）.
36. 1 2  . Yemen Post.   [2011-03-27]. （原始内容存档于2011-10-07） （英语）.
37. ↑  Al-Batati, Saeed. . 2011-03-28  [2011-03-28]. （原始内容存档于2011-03-31） （英语）.
38. ↑  . Al Jazeera. 2015-03-27  [2015-03-26]. （原始内容存档于2015-04-02） （英语）.
39. 1 2  .   [2020-10-18]. 原始内容存档于2015-05-21.. UNESCO World Heritage Convention, 12. Mai 2015.（英文）
40. 1 2  .   [2020-10-18]. 原始内容存档于2015-06-05.. The Guardian, 5. Juni 2015, von Julian Borger.（英文）
41. 1 2  .   [2020-10-18]. 原始内容存档于2015-05-15.. reuters.com, 13. Mai 2015, von Noah Browning und Mohammed Ghobari.（英文）
42. 1 2  .   [2020-10-18]. 原始内容存档于2015-05-21.. France 24, 13. Mai 2015（英文）; mit Verweis auf: العدوان السعودي يقصف مسجد الامام الهادي ومناطق في صعده （页面存档备份，存于）, YouTube, veröffentlicht vom YouTube-Kanal كرار المؤيد （页面存档备份，存于） am 9. Mai 2015.（阿拉伯文）
43. ↑  郭宝华（2004年），第3页
44. ↑  Overstreet, William Courtney.  2. Directorate General of Mineral Resources. 1977: iii–2  [2020-07-15]. （原始内容存档于2021-04-20） （英语）.
45. ↑  郭宝华（2004年），第4－5页
46. ↑  林庆春、杨鲁萍（2009年），第4页
47. ↑  .   [2017-10-28]. （原始内容存档于2017-10-28） （英语）.
48. ↑  Jewish Encyclopedia, London 1906, s.v. Yemen.
49. ↑  Gerhard Heck, Manfred Wöbcke: Arabische Halbinsel. （页面存档备份，存于） （德文）
50. ↑  Heiss, Johann. : 63–80. 1987 （英语）.
51. ↑  林庆春、杨鲁萍（2009年），第205页
52. ↑  . World Gazetteer.   [2013-02-06]. （原始内容存档于2013-02-12） （英语）.
53. ↑  .   [2020-07-12]. （原始内容存档于2021-04-20） （英语）.
54. ↑  .   [2020-07-12]. （原始内容存档于2021-04-03） （英语）.
55. ↑  林庆春、杨鲁萍（2009年），第192页
56. ↑  郭宝华（2004年），第188、202页
57. ↑  雒玉玲（2015年），第2页